# Bambix
Bambix war eine niederländische Punkrock-Band aus Nijmegen.

## Geschichte
Gegründet wurde die Band von Wick Bambix ursprünglich als reine Frauenband. Als Tourband standen Bambix schon mit Bad Religion, Terrorgruppe, Fabulous Disaster, GBH, Good Riddance, The Ataris, Sepultura, Pennywise, Snuff, Snapcase, Toy Dolls und vielen weiteren Rockbands auf der Bühne.

## Stil
Das niederländische Trio spielte energiegeladenen Punk, unterlegt mit weiblichem Gesang, der auch mal melodiös wird. In ihren Texten geht es nach eigenen Angaben darum, „how people feel their asses are on fire but they can't find water anywhere“.

## Diskografie
- 1992: Out of the Cradle Endlessly Rocking
- 1995: Crossing Common Borders
- 1996: To Call a Spade a Spade (EP)
- 1998: Leitmotiv
- 1999: Split mit Skin of Tears
- 2000: What's in a Name
- 2004: Club Matuchek
- 2008: Bleeding in a Box
- 2011: Split-EP mit Johnnie Rook „3:15am“
- 2012: The Storytailor

## Weblink
- Bambix bei Myspace